# Sektorsmyndighet
En sektorsmyndighet är i Sverige en myndighet på central nivå som av regeringen har utsetts till att ha ett särskilt ansvar inom sitt område. Sektorsansvaret kan avse hur nationella mål inom handikappolitiken ska uppnås, hur miljöpolitiska mål skall uppnås, ansvar för tillsyn/översyn över verksamhet i speciella sektorer, etc.
Det finns många sektorsmyndigheter, till exempel:
- Arbetsförmedlingen
- Arbetsmiljöverket
- Boverket
- Fiskeriverket
- Försäkringskassan
- Konsumentverket
- Jordbruksverket
- Luftfartsstyrelsen
- Naturvårdsverket
- Post- och telestyrelsen
- Riksantikvarieämbetet
- Sjöfartsverket
- Skogsstyrelsen
- Skolverket
- Socialstyrelsen
- Statens kulturråd
- Trafikverket
- Vetenskapsrådet

Det sista exemplet är dock ett försök att samla ett större antal tidigare sektorsmyndigheter under en hatt. På så sätt avskaffas det impopulära begreppet "sektorsforskning" och stöd och främjande av svensk grundforskning behandlar här hela det vetenskapliga fältet.